# Aspasia (läkare)
Aspasia, död 300-talet, var en grekisk läkare. Hon utgav verk om gynekologi och obstetrik. Hennes verk influerade läkarvetenskapen under bysantinsk tid. Hon forskade bland annat om profylaxtekniker under graviditeter.